# Жана Лелас
Жана Лелас (28 травня 1970 — 15 вересня 2021) — югославська баскетболістка.
Срібна призерка Олімпійських Ігор 1988 року.
Срібна призерка Чемпіонату Європи 1991 року.